# アルフレート・シュヴァルツマン
アルフレート・シュヴァルツマン（Karl Alfred Schwarzmann、1912年3月23日 - 2000年3月11日）は、オリンピックに出場したドイツの体操競技選手である。第二次世界大戦時はドイツ空軍で降下猟兵部隊に所属していた。
1936年ベルリンオリンピックでは体操競技で3つの金メダルと2つの銅メダル、1952年ヘルシンキオリンピックでは1つの銀メダルを獲得した。降下猟兵としては騎士鉄十字章を授与された。

## 経歴
1935年4月1日にアルフレート・シュヴァルツマンは、12年間の兵役に就くことを誓約してニュルンベルク歩兵連隊の第13中隊に入隊した。同年5月1日に伍長に昇進し、自身が3つの金メダルと2つの銅メダルを獲得することになる1936年のベルリンオリンピックに向けた体操競技チームの一員となった。
ヴュンスドルフ（Wünsdorf）にある陸軍体育学校で教官として勤務していたシュヴァルツマンは、1939年1月1日にそこからシュテンダルに駐屯する第1降下猟兵連隊/第II大隊へ行き、後にブラウンシュヴァイクへと移った。1940年3月11日に中尉に昇進し、4月1日には第1降下猟兵連隊/第8中隊の機関銃小隊の指揮官になった。
1940年5月10日にシュヴァルツマンと所属中隊はオランダに降下し、ムールデイクの主要な橋を確保した。部隊は増派部隊が到着するまでここを維持確保していたが、戦闘の緒戦で弾丸が肺を貫通してシュヴァルツマンは重傷を負い、オランダ占領後にドルトレヒトで治療を受けた。
1940年5月25日に2級と1級の両鉄十字章が、4日後の29日に騎士鉄十字章が授与された。シュヴァルツマンへの騎士鉄十字章の授与は、彼自身がかかわった戦闘の短い期間中に特段の戦功が無かったことからプロパガンダのみを目的としたものであったことが強くうかがえる。実際、彼は（所属中隊の中で）与えられた目標を達成できなかった唯一人の小隊指揮官であった。シュヴァルツマンが肺の負傷により容体が悪化して高い創傷熱を発すると早々に騎士鉄十字章が授与されたが、驚くべきことに何とか高熱に打ち勝ち長い治療期間の後に完全に治癒した。重みに欠ける勲章の授与を知っていたにもかかわらずシュヴァルツマンは常にこの勲章をひけらかすことを躊躇することは無く、このことは戦友の間でシュヴァルツマンに対する反感を生み出し、特に戦後はそうであった。
クレタ島の戦いではイラクリオン地域での戦闘に参加し、1942年6月27日に大尉に昇進し、第3降下猟兵連隊/第8中隊を率い、後に中隊の指揮官に任命された。1941年から1942年にかけてはロシアの地で東部戦線の戦いに加わった。
1943年3月15日に第7航空師団/師団本部の指揮官となり、その後は第1降下猟兵師団で同じ職務を務めた。
1944年3月4日に古傷が元でミュンヘンにあるドイツ空軍の病院に入院せざるを得なくなった。1945年4月20日に少佐に昇進して、同年5月9日から10月29日までイギリスの戦争捕虜として過ごした。
シュヴァルツマンは1952年にヘルシンキで開催されたオリンピックに40歳で参加し、銀メダルを獲得した。
シュヴァルツマンの娘は跳馬競技で西ドイツで最初のナショナル・ヘッドコーチ（Bundestrainerin）になり、国際審判も務めた著名なコーチのヘルマ・シュバルツマン（Helma Schwarzmann）である。ヘルマはそのキャリアの中で30以上の国際大会で優勝の実績を持つ世界でも有数の成功したコーチである。

## 引用句

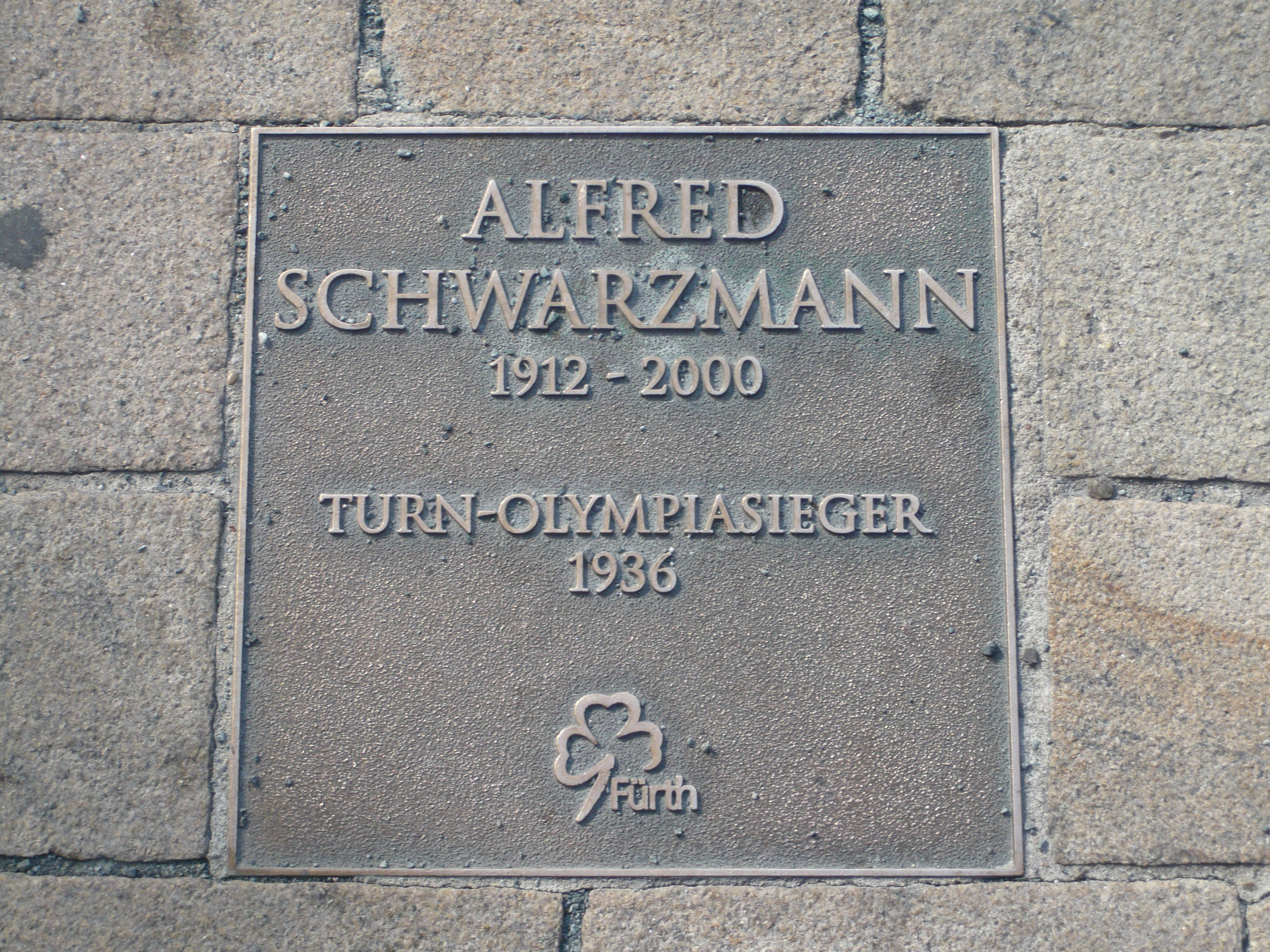

スイスの体操選手であり1952年ヘルシンキオリンピックの鉄棒競技の優勝者であるジャック・ギュントハルトは、アルフレート・シュヴァルツマンについてこう語った: "勝利はアルフレートのものであるべきだった。しかし、彼はドイツ人だったのだ。" (Der Sieg hätte eigentlich Alfred gebührt - aber er war eben Deutscher.)

## 受勲
- 空軍降下猟兵章
- 鉄十字章（1939）
  - 2級 （1940年5月25日）[1]
  - 1級 （1940年5月25日）[1]
- 戦傷章黒章（1939）（1940年5月29日）[1]
- 騎士鉄十字勲章（1940年5月24日）：第1降下猟兵連隊/第8中隊所属の小隊長の中尉として[2][脚注 2]

## 参照
出典
1. 1 2 3  Thomas and Wegmann 1986, p. 284.
2. ↑  Fellgiebel 2000, p. 395.
3. ↑  Scherzer 2007, p. 696.

参考文献
- Fellgiebel, Walther-Peer (2000) (German). Die Träger des Ritterkreuzes des Eisernen Kreuzes 1939–1945 – Die Inhaber der höchsten Auszeichnung des Zweiten Weltkrieges aller Wehrmachtteile [The Bearers of the Knight's Cross of the Iron Cross 1939–1945 — The Owners of the Highest Award of the Second World War of all Wehrmacht Branches]. Friedberg, Germany: Podzun-Pallas. ISBN 978-3-7909-0284-6
- Kurowski, Franz (1995). Knights of the Wehrmacht Knight's Cross Holders of the Fallschirmjäger. Atglen, PA: Schiffer Military. ISBN 978-0-88740-749-9
- Scherzer, Veit (2007) (German). Die Ritterkreuzträger 1939–1945 Die Inhaber des Ritterkreuzes des Eisernen Kreuzes 1939 von Heer, Luftwaffe, Kriegsmarine, Waffen-SS, Volkssturm sowie mit Deutschland verbündeter Streitkräfte nach den Unterlagen des Bundesarchives [The Knight's Cross Bearers 1939–1945 The Holders of the Knight's Cross of the Iron Cross 1939 by Army, Air Force, Navy, Waffen-SS, Volkssturm and Allied Forces with Germany According to the Documents of the Federal Archives]. Jena, Germany: Scherzers Miltaer-Verlag. ISBN 978-3-938845-17-2
- Thomas, Franz; Wegmann, Günter (1986) (German). Die Ritterkreuzträger der Deutschen Wehrmacht 1939–1945 Teil II: Fallschirmjäger [The Knight's Cross Bearers of the German Wehrmacht 1939–1945 Part II: Paratroopers]. Osnabrück, Germany: Biblio-Verlag. ISBN 978-3-7648-1461-8
- Williamson, Gordon and Bujeiro, Ramiro (2004). Knight's Cross and Oak Leaves Recipients 1939-40. Osprey Publishing Ltd. ISBN 1-84176-641-0.